# Murave
Murave (Múrave) so naselje v Občini Gorenja vas - Poljane.